# Libnotes (Afrolimonia) ditior
Libnotes (Afrolimonia) ditior is een tweevleugelige uit de familie steltmuggen (Limoniidae). De soort komt voor in het Afrotropisch gebied.